# NGC 2247
NGC 2247 is een reflectienevel in het sterrenbeeld Eenhoorn. Het hemelobject werd op 14 februari 1857 ontdekt door R. J. Mitchell, assistent van de Ierse astronoom William Parsons. Vanaf de Aarde gezien bevindt het object zich schijnbaar in de buurt van de ster HD 259431 (V700 Monocerotis).

## Synoniemen
- LBN 901